# Martha Hyer
Martha Hyer (født 10. august 1924, død 31. maj 2014) var en amerikansk skuespiller og manuskriptforfatter. I 1959 blev hun nomineret til en Oscar for bedste kvindelige birolle for sin præstation i De kom løbende.
Hun var gift med filmproducenten Hal B. Wallis fra 1966 til hans død i 1986.